# Mary Anna Draper
Mary Anna Draper, née le 19 septembre 1839 et décédée le 8 décembre 1914, est une femme américaine, connue pour avoir mené, avec son mari Henry Draper, un travail pionnier en astronomie et en astrophotographie. 
Ses recherches, mais aussi son mécénat, ont joué un rôle fondateur dans le projet scientifique des Harvard Computers, un groupe de femmes qui réalisent des avancées primordiales dans la classification des étoiles et la découverte de l'univers, jusqu'aux années 1950, à l'observatoire de l'université Harvard. 

## Biographie
Mary Anna Palmer nait à Stonington, dans le Connecticut en 1839, et grandit à New York dans un cadre privilégié. Son père est commerçant et investisseur immobilier, la famille vit dans une demeure cossue de Madison Avenue. En 1867, elle épouse Henry Draper. Ce médecin de profession s'adonne à l'astronomie, qui ne tarde pas à devenir une passion commune : au lendemain de leur mariage, en guise de voyage de noce, ils se rendent à Manhattan pour acheter le verre qui leur permettra de monter une grande lunette astronomique. C'est avec cet instrument qu'ils parviennent à réaliser, 5 ans plus tard, la première photographie du spectre d'une étoile, Véga . L'image dévoile également pour la première fois des raies d'absorption, qui permettent de déterminer la composition de l'atmosphère d'une étoile. Leur aventure scientifique commune s'achève brutalement en 1882, quand Henry Draper est emporté par une pneumonie à l'âge de 45 ans. Auparavant, en 1874, elle hérite à la mort de son père d'une fortune qu'elle partage avec ses trois frères .
Après avoir d'abord souhaité poursuivre les recherches, Mary Anna Draper décide finalement de les confier à son ami Edward Pickering, directeur de l'observatoire d'Harvard, à qui elle transmet les photos, les carnets de notes, les télescopes de son mari, ainsi qu'un financement. L'initiative donne naissance à un projet fondateur de l'astronomie moderne, mené par de nombreuses femmes, aujourd'hui dénommées les Harvard Computers (« calculatrices de Harvard »). De la fin du XIXe siècle aux années 1950, ces calculatrices vont traiter mathématiquement d'importantes quantités d'informations astronomiques au sein de l'observatoire, pour classifier les étoiles. Au cours de cette mission, plusieurs de ces femmes font des découvertes majeures. Parmi elles, Williamina Fleming, d'abord employée comme bonne par Pickering, parvient à classer 10 000 étoiles et découvre notamment 59 nébuleuses, dont la fameuse nébuleuse de la Tête de Cheval. Henrietta Swan Leavitt permet à l'humanité de réaliser l'immensité de l'univers en découvrant la relation période-luminosité des étoiles céphéides, un moyen de mesurer la distance des galaxies, avec une relation mathématique nommée loi de Leavitt. 
Mary Anna Draper crée également un prix de recherche astronomique, la médaille Henry-Draper, et participe au financement de l'observatoire du Mont Wilson. À sa mort, le 8 décembre 1914, elle avait investi, au delà de son temps, plus de 250 000 dollars dans cette aventure scientifique, lancée avec son mari.